# 空くらい地くらい
| 副次的外部リンク名 = 

| ヘッダ1 = 
『空くらい地くらい』（そらくらいちくらい）は、韓国放送公社（KBS）で2007年1月15日から同年8月31日まで毎週月曜日から金曜日に放送された連続テレビドラマである。全165話。題名は地位も経済もないが結束力のしっかりした家庭と逆に有り余る経済力があって地位も高いが家族がバラバラな崩壊寸前の冷めた家庭の対比や、養子として育った主人公と彼に惹かれる二人の女性の育った環境の対比などに由来する。

## キャスト
- チョン・ムヨン - パク・ヘジン
この物語の主人公。養子として育ったため、どこか心を開けない部分を持ち、本心を上手く表現できず養子先の家庭とも円満ではない。しかし元来明るく自分の意思を通す真っ直ぐな性格の持ち主である。
- キム・サンヒョン - イ・ジュヒョン
ムヨンの養子先の長男。ソツのない性格で妻の実家にも気を使う気配り人間。血縁関係のないムヨンを弟とみようとするが、空回りばかりでうまくいかない。
- ユン・ウンジュ - カン・ジョンファ
サンヒョンの妻。キャリア志向の勝気な性格で家事に全くといっていいほど関心がない。冷めた両親の下で育ったこともあって愛情表現も気配りも苦手な性格。
- ユン・ウナ - ホン・スア
ウンジュの妹。何不自由ない裕福な家庭に育っているため、朗らかだがわがままな面がある。塾でムヨンと出会い、ムヨンに恋心を抱くようになる。
- ソク・ジス - ハン・ヒョジュ
家族思いで思慮深い性格で、20年以上独身でいる父親の幸せを願う。サンヒョンの叔母・パク・ミョンジュの映画広報代行会社で働いており、ミョンジュが父を愛してるのをわかると積極的に父の後添えに推薦する。一見粗雑なムヨンの純粋な性格にも理解を示し、ムヨンも彼女には明るく心を開く。最後にはムヨンと結ばれる。

パク家の人々（ムヨンの養子先、サンヒョンの実家）
- キム・テシク - チョン・ハニョン
サンヒョンの父親。優しいお人よしな性格ゆえにIMFで不渡りを出し、借金返済のため、内装工の片手間に妻・パク・ミョンジャの食堂も手伝う働き者。妻の家族と一緒に住み、ムヨンを温かく見守っている。
- パク・ミョンジャ - チョン・エリ
サンヒョンの母親。生活が苦しくても笑顔を忘れない優しい主婦。夫の事業失敗後も不平不満一つ言わずに夫を支える。ムヨンをわが子以上に心配し、可愛がる。離婚し自分や弟ミョンテを捨てた実母ボンレと継母スニムには複雑な心境を持っている。
- パク・ミョンテ - キム・イルウ
ミョンジャの弟。転職を繰り返しようやく落ち着いた就職先の自動車工場も不渡りをだし、実家に同居する。ムヨンを良く思わずサンヒョンと比較し非難がましい視線を送る。
- パク・ミョンジュ- ユン・ヘヨン
スニムの娘でミョンジャやミョンテの異母妹。ミョンジャとは仲が良いがミョンテとは仲が悪い。それもあってかミョンテや母スニムのようにムヨンを疎んじない、さっぱりとした気のいい性格。企画映画のマーケティング長を経て映画広報代行会社を興したキャリア・ウーマン。ウンジュの元上司で同じくキャリア・ウーマンのウンジュと話があう。ジスの父・ジョンフンに思いを寄せる。
- ハン・ボンレ - バン・ヒョジョン
ミョンジャとミョンテの実母。勝気な性格で夫と喧嘩が絶えず、ミョンジャとミョンテを夫の下に残し、キャリアの道を歩む。長く色々な職種の経験者からか、男性的な視野を持ちムヨンもミョンジャの息子として認め、だらしがないミョンテに厳しく接する。
- イ・スニム - チョン・ジェスン
ボンレの夫の後添えでミョンジュの実母。家庭的でボンレとは対照的な性格。継子のミョンジャとミョンテ姉弟をミョンジュと分け隔てなく育てた。ミョンジャの夫のテシクとも上手くいっているが、養子のムヨンに冷たく、ミョンテと共に疎んじる。ボンレがミョンテに厳しい態度で臨むとミョンテを庇う。家事ができないウンジュにも非難し、その母で何かとサンヒョンを見下すヘギョンも嫌う。

ソク家の人々
- ソク・ジョンフン - ホン・ヨソプ
ジスの父親。妻の死後ジウンとジスの兄妹を男手一つで育て上げた大学でも講義する都市環境研究所の所長。講義生だったミョンジュには愛を感じるも一線を引く。子供達とは同じ目線で見つめる。
- ソク・ジウン - ソ・ジェギョン
スパゲッティ専門店を経営するジスの兄。父や妹と違い現実主義者で財産分与などで父とミョンジュの再婚に反対する。ジスに心を開くムヨンにも良い感情を持たない。妻の尻に敷かれている。
- ソ・ミエ - カン・レヨン
ジウンの妻。大手不動産の娘で良い人生の重要な基準は地位と富だと信じる我儘な性格でジウンを尻に敷く。最初は舅ジョンフンとの同居を拒んだが、ミョンジュが近づくと財産を取られるとして態度を一変し、ジョンフンやジスと同居する。ミョンジュを目の仇にし、再婚白紙を狙う。

ユン家の人々　（ウンジュの実家）
- ユン・ジェドゥ -　チョン・ドンファン
ウンジュとウナ姉妹の父親。政界入りも期待されている人文大学長でジスの父ジョンフンの先輩。政界への歩みにも気軽に相談に乗るジョンフンを気に入っている。地位も富みも極めたが夫婦間は冷め切っていて家庭に虚無感を抱える。しかし世間体もあり離婚を切り出せない。娘婿のサンヒョンを気に入り、妻に難題を持ちこめられるサンヒョンを庇う。
- アン・ヘギョン -　キム・ジャオク
ウンジュとウナ姉妹の母親。裕福な金持ちの家に生まれ、弟の家庭教師だったジェドゥと結婚した。それゆえに夫をどこか見下し、加えて定規的な性格に息苦しさを感じる。しかし彼女もまた世間体を重んじる事から表面上円満な夫婦を装う。ウンジュがサンヒョンと結婚する事も打算で認めたものの、庶民的な家柄を気に入らずサンヒョンに難癖をつけて困らせる。

## スタッフ
- 演出 - ムン・ボヒョン
- 脚本 - チェ・ヒョンギョン